# CAL Cargo Air Lines
CAL Cargo Airlines Ltd. (en hebreo: ק.א.ל. קווי אוויר למטען‎) es una aerolínea de carga con sede en Tel Aviv, Israel. Opera vuelos de carga programados diarios y servicios chárter de transporte de mercancías no estándar y carga en general a nivel internacional. Su base principal es el Aeropuerto Internacional Ben Gurión en Tel Aviv, con un hub en el Aeropuerto de Lieja en Bélgica. La aerolínea transporta aproximadamente 100 000 toneladas de carga al año, incluyendo todas las categorías de carga no estándar: productos farmacéuticos y de salud de temperatura controlada, animales vivos, mercancías peligrosas, cargas de gran tamaño y con sobrepeso, productos frescos y perecederos y bienes valiosos, incluyendo obras de arte.

## Historia
CAL fue establecida en junio de 1976, iniciando las operaciones de vuelos chárter en noviembre de ese año. Originalmente, la aerolínea alquiló aviones de El Al, sin embargo, el 1 de diciembre de 1999 comenzó a operar servicios regulares utilizando sus propios aviones tras recibir los certificados del gobierno israelí, expedidos a principios de 1999.
En 1997, CAL compró la terminal de carga LACHS en Bélgica (Liege Airport Cargo Handling Services) la que todavía es totalmente de su propiedad y está operada por CAL, y abastece a la especialidad de CAL en la carga no estándar. En 2010, CAL fue comprada en privado por Offer Gilboa y amplió sus operaciones de vuelo para incluir vuelos diarios desde y hacia JFK/TLV.

## Destinos
CAL Cargo Air Lines opera servicios de carga a los siguientes destinos programados (a noviembre de 2014):
Bélgica
- Lieja (Aeropuerto de Lieja) Hub

Estados Unidos
- Nueva York (Aeropuerto Internacional John F. Kennedy)

Israel
- Tel Aviv (Aeropuerto Internacional Ben Gurión) Base

Chipre
- Lárnaca (Aeropuerto Internacional de Lárnaca)

México
- Ciudad de México (Aeropuerto Internacional de la Ciudad de México)

## Flota

### Flota Actual
La flota CAL Cargo Air Lines se compone de las siguientes aeronaves con una edad media de 16 años (a febrero de 2023):